# برينت جونسون (لاعب هوكي الجليد)
برينت جونسون (بالإنجليزية: Brent Johnson)‏ هو لاعب هوكي الجليد أمريكي، ولد في 12 مارس 1977 في فارمنغتون في الولايات المتحدة.

## وصلات خارجية
- برينت جونسون على موقع دوري الهوكي الوطني (الإنجليزية)
- برينت جونسون على موقع EliteProspects.com (الإنجليزية)
- برينت جونسون على موقع HockeyDB.com (الإنجليزية)